# Varde (plaats)
Varde is een stadje in de Deense regio Zuid-Denemarken. Het is het bestuurscentrum van de gelijknamige gemeente Varde. De plaats telt 12.913 inwoners (2008).

## Bezienswaardigheden

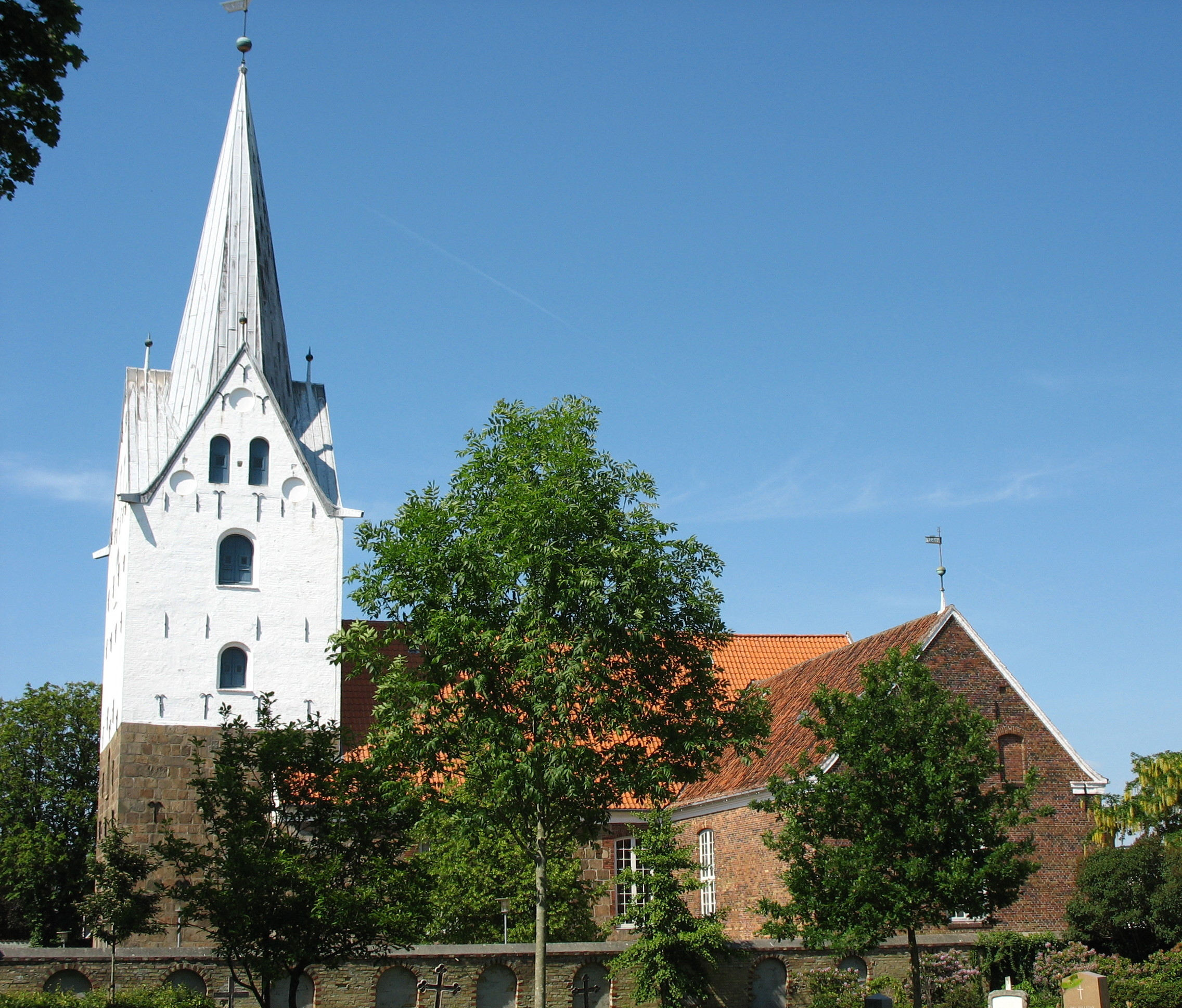
De Sankt Jacobi Kirke

De huidige kerk van Varde, de Sankt Jacobi Kirke dateert uit het eind van de twaalfde, begin van de dertiende eeuw. De oudste delen zijn het romaanse koor en het schip. De toren dateert uit de late middeleeuwen. 
 De kerk werd in de negentiende eeuw uitgebouwd nadat de oudste kerk van het stadje, de Sankt Nicolai Kirke gesloopt werd. De kerk is tegenwoordig de enige kerk binnen de parochie Varde.
 De kerk ligt aan Varde Torv het plein waaraan ook het Oude raadhuis van het stadje ligt.

## Geboren
- John Nielsen (1956), autocoureur
- Jan Kristiansen (1981), voetballer
- Jesper Jørgensen (1984), voetballer
- Morten Friis (1985), voetballer
- Rikke Madsen (1997), voetbalster

- Gemeinsame Normdatei: 4373878-3
- Library of Congress Control Number: n81055237
- Nationale Bibliotheek van Israël: 987007562187905171
- Virtual International Authority File: 143075667
- WorldCat: E39PBJtX4rRpDPmj4bxpkY6R8C